# Thiện tần An thị
Thiện tần An thị (善嬪 安氏, ? - 1468), hay còn gọi là Thục Thiện Ông chúa (淑善翁主), nội mệnh phụ của Triều Tiên Thái Tông.

## Cuộc sống
Bổn quán Thuận Hưng (順興). Con gái của Kiểm Giáo Hán Thành doãn (檢校 漢城尹) An Nghĩa (安義), nhập cung làm cung nữ được Thái Tông sủng hạnh, phong làm hậu cung, sau Thái Tông thiền vị lại cho Thế tử Lý Tạo (sau là Triều Tiên Thế Tông), được lưu lại nội cung để tiếp tục hầu hạ thượng vương. Thế Tông năm thứ 3 (1421) sắc phong Thục Thiện Ông chúa (淑善翁主), phụ thân An Nghĩa được phong làm Phán Hán Thành phủ sự (判漢城府事).
Thế Tổ mạt niên (1468), qua đời. Truy tặng Chính nhất phẩm Thiện tần (善嬪) thời Cao Tông (1872).

## Gia quyến
Thuận Hưng An thị(順興 安氏)
- Phụ: Kiểm giáo (檢校) Phán Hán Thành phủ sự (判漢城府事) An Nghĩa (安義)
- Mẫu: Không rõ

Toàn Châu Lý thị (全州 李氏)
- - Phu: Triều Tiên Thái Tông
    - Tử: Huệ Ninh quân Lý Chỉ (李𥘺, 1407 - 1440)[1]
      - Tôn: Lễ Toàn quân (醴泉君) Chiêu Hiếu công (昭孝公) Lý Thù (李洙, 1422 - 1455)

    - Tử: Ích Ninh quân (益寧君) Lý Di (李袳, 1422 - 1464)
      - Tôn: Nghĩa Toàn quân (義泉君) Lý Thắng Ân (李承恩

    - Nữ: Chiêu Thục Ông chúa (昭淑翁主)
    - Nữ: Kính Thận Ông chúa (敬愼翁主)
    - Nữ: Ông chúa (翁主, 1412 - 1414)

## Trong văn hóa đại chúng
- Được diễn bởi Lee Bo-hee trong Nước mắt của rồng KBS 1996-1998